# Mo Mahoney
Francis H. Mahoney, detto Mo (Brooklyn, 20 novembre 1927 – Pittsfield, 29 aprile 2008), è stato un cestista e allenatore di pallacanestro statunitense, professionista nella NBA.

## Carriera
Venne scelto nel sesto giro del Draft NBA 1950 (61ª scelta assoluta) dai Boston Celtics. Disputò 6 partite con i Celtics nella stagione 1952-53, segnando 2,0 punti in 5,7 minuti di media.
Il 27 agosto del 1953 venne ceduto, con Herm Hedderick, Jim Doherty e Vernon Stokes, ai Baltimore Bullets in cambio di Don Barksdale.
Con i Bullets giocò due partite senza realizzare punti in 5,5 minuti di media.